# Business-Rule-Engine
Eine Business-Rule-Engine (BRE) ist eine Softwarekomponente als Bestandteil eines Business-Rule-Management-Systems (BRMS), die eine effiziente Ausführung von Geschäftsregeln bzw. Business-Rules ermöglicht. Das primäre Ziel der BRE ist es, die Geschäftslogik zwischen Datenbank und Benutzerschnittstelle von der Programmlogik oder Prozesslogik zu trennen, was grundlegende Änderungen an der fachlichen Geschäftslogik ermöglicht, ohne Änderungen am Programm-Code oder am Design des Geschäftsprozesses vornehmen zu müssen.
Gemeint sind beispielsweise alle Regeln und Prozesse der Fachanwender für Beschaffung, Vermarktung und Vertrieb. Andere Komponenten eines BRMS sind ein Business-Rule-Repository und ein Business-Rule-Editor.
Die prominentesten Anbieter von Business Rules Engines sind FICO, IBM ODM, Pegasystems, BRFplus, Red Hat Decision Manager, das Open-Source-Projekt Drools, Computer Associates, Gensym, Corticon und ACTICO.